# Родриго (фудбалер, 2001)
Родриго Силва де Гоеш (порт. Rodrygo Silva de Goes; Озаско, 9. јануар 2001) професионални је бразилски фудбалер који тренутно игра у шпанској Ла лиги за Реал Мадрид и репрезентацију Бразила на позицији десног крила.
Родриго је започео каријеру у Сантосу, где је одиграо 80 утакмица и постигао 17 голова пре трансфера у Реал Мадрид за 45 милиона евра 2019. године. Током наредних сезона, афирмисао се као истакнути члан тима Реал Мадрида, помажући клубу да освоји два дупла трофеја Ла Лиге и Лиге шампиона 2022. и 2024. године.
Након што је представљао Бразил на омладинском нивоу, дебитовао је за сениорску репрезентацију 2019. године, са само 18 година, представљајући Бразил на Светском првенству 2022. у Катару и Копа Америци 2024. у Сједињеним Државама.